# 羅伯特·E·李
罗伯特·爱德华·李（英語：Robert Edward Lee，1807年1月19日—1870年10月12日），又常簡稱為李將軍，美国將領、教育家，為南北戰爭期間聯盟國（南軍）的將軍，並以總司令的身分指揮聯盟國軍隊。戰後，他積極推動重建，晚年成為大學校長。往後被視為象徵聯盟國和重要教育家形象的代表性人物。

## 早年生涯與事業
羅伯特·愛德華·李出生於維吉尼亞州威斯特摩兰县的斯特拉特福庄园，為獨立戰爭英雄、弗吉尼亚州州长亨利·李三世（綽號輕騎兵哈利）與安妮·希爾·李（Anne Hill Lee）的第四子。他在1825年入學美國军事学院（西点军校），並於1829年在四十六名同學中以第二名的成績畢業，并和另外五人共享了「无违规记录」之荣誉。
李少尉其後曾駐防於喬治亞州上的七個月。1831年，他轉調至維吉尼亞州的門羅堡擔任助理工程師。駐紮該地期間，他與的曾孫女結褵於其父母位於華盛頓特區對面的住處。他們共有三子四女：乔治·华盛顿·卡斯蒂斯·李、玛丽·卡斯蒂斯·李、威廉·亨利·菲茨休·李、安妮·卡特·李、埃莉诺·阿格尼斯·李、小罗伯特·E·李、米尔德丽德·蔡尔福·李。

### 工兵生涯
1834年至1837年間，李在位於華盛頓的工兵總司令部擔任助手，且於1835年夏協助勘定俄亥俄州與密西根州之間的州界。1837年，他接獲生平第一個重要任命，擔任工兵中尉，監督密苏里州聖路易斯港口以及密西西比河上游與密蘇里河的工程。其成果使他得昇為上尉。1841年，他奉調至紐約港的，在當地負責構築碉堡。

### 美墨戰爭、西點與德州

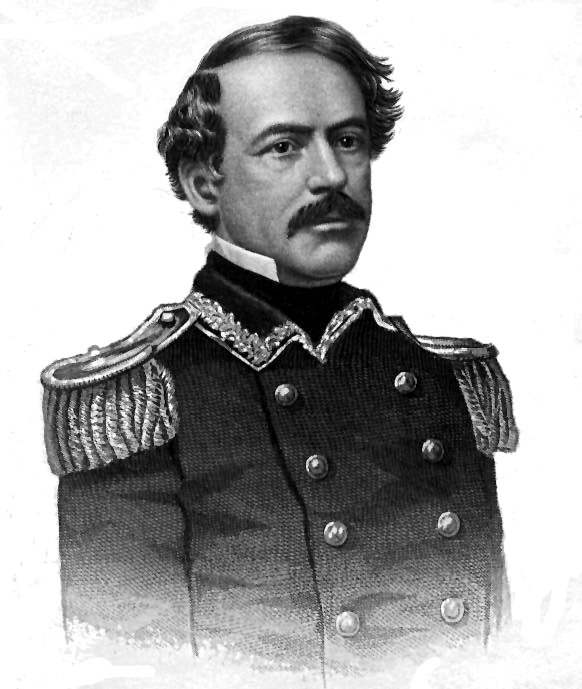
罗伯特·E·李

李上尉於美墨戰爭期間（1846年－1848年）表現卓越超群。他當時在由韦拉克鲁斯推進至墨西哥城的過程中，是的主要助手之一。身為幕僚的他以個人偵搜促成了美軍多場勝仗。他找出了數條可用的攻擊路線，墨軍猶以為這些路線無法穿越而未加防守。
他於1847年四月的塞羅戈多戰役後升為少校。他曾參與的戰役有、楚魯巴斯科之役以及。他在此役中負傷。戰爭結束後擢升為中校。
美墨戰爭之後，他駐防於巴爾的摩港的三年。其後於1852年成為西點軍校校長。在西點的三年中，他改善了校園內的建築與課程，並付出時間與官校生相處。其長子乔治·华盛顿·卡斯蒂斯·李於其任內入學西點軍校，並在1854年以第一名的成績畢業。
1855年，奉調至第二騎兵隊開赴德州前線，協助保護當地移民免受阿帕契與卡曼契族印地安人的攻擊。那一陣子並不是李上校感到稱心如意的日子。他不喜歡長期遠離家人，尤其時當他的妻子病重。李上校只能儘可能的經常回家探視。
1859年，當約翰·布朗於維吉尼亞州的（今位於西維吉尼亞）發動突襲時，李上校正好人在華盛頓。於是奉命逮捕布朗並重建秩序。他迅速達成任務並返回德州的駐地。當德州於1861年脫離聯邦時，李上校奉召至華盛頓待命。

### 奴隸主生涯
身為維吉尼亞上流社會成員，李終身與奴隸制度接觸密切，但他名下未曾擁有多過六名奴隸。實際上，在於維吉尼亞的記載中重新發現其1846年的遺囑前，未能確知其名下是否擁有任何奴隸。其遺囑內容為在他去世時解放一名叫做南希的女奴及其子女。
然而，當李的岳父乔治·华盛顿·帕克·卡斯蒂斯於1857年十月去世時，李經由於執行其遺囑，自妻方獲得了可觀的房產，並有權暫時支配六十三名奴隸，包含男女及小孩。依卡斯蒂斯遺囑所言，自其去世起的五年內，在「遺囑執行人自視最為適當時」解放這些奴隸。
卡斯蒂斯的遺囑於1857年12月7日認證。雖然罗伯特·李·蓝道夫、威廉·米德神父與乔治·华盛顿·彼得與李共為遺囑執行人，但另三人不符資格，所以僅剩李一人單獨負責結算房產及支配卡斯蒂斯的奴隸。李發覺自己需要資金來清償其岳父所遺留的債務及修繕所繼承的房產。於是，儘管遺囑提供奴隸們在「遺囑執行人自視最為適當時」得到解放的機會，他仍決定充分利用遺囑所給予的五年支配權，雇用這些奴隸們到鄰近的農場以及有更多工作機會的維吉尼亞東部去工作，以資獲利。這項決定使卡斯蒂斯的奴隸們感到不滿，他們曾被告知在卡斯蒂斯去世後即可獲得自由。
1859年，這群奴隸中的三名——韦斯利·诺里斯、他的姐妹玛丽及他們的一名表親逃到北方。《紐約論壇報》收到兩封（日期為6月19日與6月21日）的匿名信。這兩封信基於傳聞與1866年《全国反蓄奴标准报》所印行的韦斯利·诺里斯的訪談記錄，聲稱诺里斯等人在距賓州邊界數哩處遭捕獲，並送回給李，遭李施以鞭刑並以濃鹽水擦拭傷痕累累的背部。他們在行刑後被迫到維吉尼亞的工作，後又被轉送至阿拉巴馬。韦斯利·诺里斯在1863年1月於該州潛越戰線至北軍所控制的區域而獲得自由。
李於1862年秋，五年期滿後，釋放卡斯蒂斯的其餘奴隸。

### 對奴隸制度的觀點
自內戰結束後起，李通常被視為曾經於邦聯反對蓄奴的人，特別是描述他內戰末期的轉變上，以便使得美國重新團結。在戰後及重建期間，李成為聯盟國錯失偉業論的中心象徵。而當分離世代視蓄奴為嚴重錯誤後，李曾有反對蓄奴的概念，有助於他成為南方光榮的象徵，以及建立全國共識。
最常被引用來主張李反對奴隸制的證據有：（一）解放卡斯蒂斯的奴隸，一如上述；（二）李1856年寫給妻子的信函 （页面存档备份，存于）。信中寫道：「我相信，在這個開化的時代，只有少數人不明白蓄奴制度於道德與政治皆屬有害。」（三）在戰爭最末期，他支持奴隸登記加入聯盟國部隊，並以解放其自由作為服務功績的最後犒賞。
批評家則認為這些反對奴隸制度的描述誤解了李的真正言行。例如說，解放卡斯蒂斯的奴隸之舉通常被誤解為是李本人的決定，而實際上是卡斯蒂斯遺囑內的要求。李寫給妻子的信函也因選擇性引用而遭誤述。在描述奴隸制度的害處後，他隨後寫道：
|  | 詳述其諸般缺失到底無用。我認為，這種制度無論如何對白種男性的禍害更甚於對黑色種族，而雖說我在感情上強烈支持後者的行徑，我對前者更加同情。相比在非洲，黑人在道德觀念上、社會心理上與實際情形上身在此處要好得多。我希望他們所經歷的痛苦折磨——對其種族而言是必需的——可以把他們變好。他們要過多久才得受感化，端視全知全能的悲憫天意之所識與所為。 （It is useless to expatiate on its disadvantages. I think it however a greater evil to the white man than to the black race, & while my feelings are strongly enlisted in behalf of the latter, my sympathies are more strong for the former. The blacks are immeasurably better off here than in Africa, morally, socially & physically. The painful discipline they are undergoing, is necessary for their instruction as a race, & I hope will prepare & lead them to better things. How long their subjugation may be necessary is known & ordered by a wise Merciful Providence.） |

該信的主題贊成富蘭克林·皮爾斯總統的演讲，完全不是奴隸制的禍害，反而責難李之描述為「既不可靠又不負責」且為「有害作為」的廢奴主義。最後批評家指稱，無論在個人上對奴隸制抱持什麼樣的態度，李完全參與奴隸制體系，卻完全未有過任何公開性的不同作為，直到軍事情況終於極度絕望後，才計畫在不公平的情形下有條件的武裝黑奴。

## 內戰
1861年4月18日，在戰爭前夕，經由馬里蘭州共和黨人在其子蒙哥馬利·布萊爾－林肯的郵政部長－位於華盛頓的住處調解下，林肯總統透過國防部長提議由李指揮聯邦軍。李在情感上反對南方脫離，並曾於1861年在信中猛烈抨擊為“完全是一場革命”，背叛開國先烈。然而他因效忠於出生地維吉尼亞而加入聯盟國。
戰爭爆發時李奉派指揮維吉尼亞境內一切武裝力量，後成為聯盟國軍初始的五名上將之一。然而李尊崇自己合眾國上校的軍階，拒絕佩戴聯盟國將軍徽章。他僅願佩戴聯盟國上校的三星章，而要等到戰爭勝利後方在承平時期昇為聯盟國將軍。
在指揮維吉尼亞西部的聯盟國軍，並負責卡羅萊納海岸防務後，他成為美利堅聯盟國總統傑佛遜·戴維斯的軍事顧問。兩人在西點軍校即相互認識。

### 北維吉尼亞軍團司令
在约瑟夫·E·约翰斯顿將軍在1862年6月1日於七松之役負傷後，李繼任北維吉尼亞軍團司令，獲得第一個領兵作戰的機會，他迅即發動了一連串的攻勢。在七日戰役中，他面對由喬治·麥克萊倫率領，威脅首都里奇蒙的聯邦軍。聯盟國部隊因李將軍的攻擊行動而傷亡慘重，並因李將軍部下執行戰術時的無能而受損，但他的積極行動挫敗了麥克萊倫。在麥克萊倫撤退後，李將軍在中擊敗另一支聯邦軍隊。他後來入侵馬里蘭，企圖重新補給軍需，並儘可能的影響北方不利於戰爭結束的選舉結果。麥克萊倫因截獲一份南軍所遺落的軍令而得知李將軍的計畫，並在南軍得以集結之前增援優勢兵力至安提耶坦。在那血腥的一日中，李將軍抵擋住了北軍的攻擊，但不得不撤回維吉尼亞。
因對麥克萊倫無法摧毀李將軍部隊而感到失望，林肯總統任命為波多馬克軍團司令。本賽下令渡過發動弗雷德里克斯堡戰役。其部隊因搭橋渡河而延遲，讓李將軍的部隊有充分的時間組織堅強的防禦。1862年12月12日的攻擊行動對聯邦軍而言是一場災難。林肯其後又任命約瑟夫·胡克為波多馬克軍團司令。胡克在1863年五月推進至維吉尼亞的錢瑟勒斯維爾。其部隊遭李將軍及將軍以大膽的行動分割為數段，且側翼受攻，因而挫敗。對聯盟國而言，此戰為以寡擊眾的重大勝利，但代價沉重：傑克森將軍——李將軍最重要的部屬——傷重不治，為國捐軀。李將軍聽聞噩耗，嘆道：「我右臂已斷。」
1863年，李將軍再度著手攻略北方，期望南軍的勝利可迫使聯邦承認聯盟國的獨立地位。他企圖在賓夕法尼亞的蓋茨堡擊敗喬治·米德所率領的聯邦軍，卻無法達成。他的部屬未能以他所預期的魄力積極進攻，的騎兵隊又遠在戰場之外，而李將軍決定對聯邦軍戰線中點發動大規模正面攻擊——即災難性的皮克特衝鋒導致慘重的傷亡——如安提耶坦之戰，李將軍被迫後撤，但未受有力的追擊。在這場失敗後，李將軍於1863年8月8日向聯盟國的戴維斯總統書面請辭遭拒。
1864年，新任的聯邦軍總司令尤里西斯·格蘭特企圖摧毀李將軍的部隊並進佔里奇蒙。李將軍率其部隊抵擋住其兩項企圖的進展，但格蘭特以其優勢的增援武力逐次逐步的向東南方持續推進。連串戰役發生於莽原。格蘭特最終令其部隊暗渡而騙過李將軍。在抵擋聯邦軍進佔彼德斯堡里奇蒙鐵路補給線上的心臟地帶的企圖後，李將軍的部隊在彼德斯堡被圍，並竭力掘壕自衛。他企圖打破僵局，派遣經襲擊華盛頓，但爾利敗於的優勢軍力之下。自1864年持續至1865年6月。

### 總司令
1865年1月31日，李將軍昇任為聯盟國軍隊總司令。1865年初，他力促通過讓黑奴加入聯盟國軍以換取自由的構想。該構想在聯盟國敗亡前的短暫期間內未有結果。
在聯盟國軍因持續數月的戰役而筋疲力竭之後，一支聯邦軍成功的於1865年4月2日攻下彼德斯堡。李將軍放棄防守里奇蒙，並企圖與約瑟夫·E·約翰斯頓將軍在北卡羅萊那的部隊會師。其所部為聯邦軍所圍困，於1865年4月9日於阿波馬托克斯法院投降。若干部下（間接由戴維斯總統指示）提議拒降以讓部分小單位滲透出包圍圈外，並進入山區以進行長期的游擊戰，為李將軍所拒。

## 戰後
戰爭結束之後，李將軍曾於1865年申請戰後特赦並尋求恢復公民身分，申請書送出後上呈至國務卿的桌上，但西華德以為那是副本而將之歸檔，直至數十年後方於其抽屜中再度發現。李將軍將不獲回應視作政府不放棄對其行使法律追訴權，然而許多前美利堅聯盟國部隊的官兵亦申請再度成為美利堅合眾國公民。1975年，一名職員發現李將軍身故前宣誓效忠的誓詞後，經由美國國會提案通過交付杰拉尔德·福特總統簽署發布特赦並恢復其公民身分。
李將軍夫婦戰時居住於妻子的娘家遭聯邦軍没收，成為今日阿靈頓國家公墓的一部分。在他去世後，法院裁定該處房產遭違法查扣，須歸還其子；最終州政府動議撥款收購涉案土地，以現金方式賠償予其子，且獲其同意而得以落實。
他自1865年10月2日起於維吉尼亞勒星頓擔任華盛頓學院（今華盛頓與李大學）校長。在超過五年的任期中，他將華盛頓學院由一所不知名的小學校轉變成美國第一所提供商業、新聞與西班牙語課程的大學。他立下全面性、令人摒息的榮譽觀念——我們只有一條校訓，就是每一個學生都是紳士（We have but one rule, and it is that every student is a gentleman）；在華盛頓與李大學以及其他若干獨斷維持榮譽體系的學校垂範至今。重要的是，李校長專注於讓學校吸引南北雙方的學生，然而該校仍維持著種族隔離制度，自1795年自由黑人約翰·查維斯入學以後，華盛頓與李大學直到1966年才招收第二個黑人學生。

### 罹病與逝世

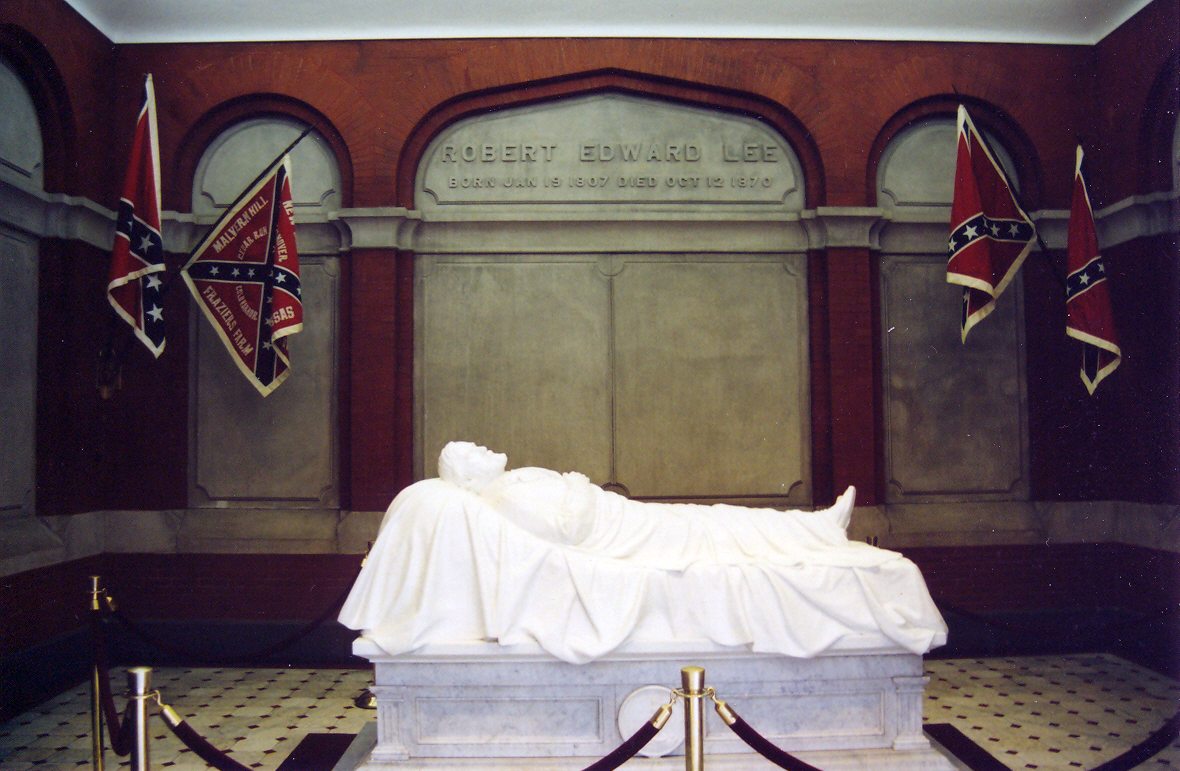
羅伯特·李靈寢紀念館，位於維吉尼亞勒星頓的李教堂內。

1870年9月28日，李校長感覺不適，無法清楚的說話。醫生們趕到後，僅能協助讓他躺在床上，希望病情能自行好轉。幾乎可以確定李校長是得了中風，這場中風損壞了腦前葉，使他言語失能，無法咳嗽。他經由人工餵食以維持體力，但轉而罹患肺炎。因為無法咳嗽，李校長死於併發症肺炎（而非中風本身）。他在中風後兩週，1870年10月12日，逝世於勒星頓，葬於華盛頓與李大學校園的教堂下。

## 佚事
- 在J·威廉·瓊斯的《羅伯特·李將軍個人話舊、軼聞與信箋》一書中，李將軍在1870年10月12日所說的最後一句話是：“叫希爾一定要上來拆帳篷。”
- 羅伯特·李的誕辰紀念日在維吉尼亞州是李－傑克森紀念日的一部分，在密西西比州則與馬丁·路德·金誕辰紀念日共同作為官方假日。
- 李將軍最喜歡的一匹馬，旅行者，於戰後在華盛頓校園陪怑著他。馬尾上的毛因傾慕者們想要點名駒與名將的紀念品而被拔掉不少。李將軍去世後，旅行者在靈車後領頭送葬。李將軍死後不久，旅行者因為踩到鏽釘而感染破傷風，因無可救藥而遭射殺。它下葬在華盛頓與李大學校園，緊臨於李教堂下。1907年其遺骸被掘出並展示於教堂中，於1971年再度下葬於李教堂外。
- 1969年在電視節目The Dukes of Hazzard中所使用的大馬力道奇車，為紀念他而命名為“李將軍”（General Lee）。
- 儘管有總統特赦令，李將軍懸於詹姆士河堤堰的肖像令包含非洲裔美國人在內的許多人感到不快。因此為了種族和諧的目的而於1990年代移除。
- 李將軍身高180公分，鞋號4又1/2，相當於現今的6又1/2號。
- 電影《戰役風雲》中，李將軍的角色由飾演。他是李將軍的後裔之一。
- 一些雕像在乔治·弗洛伊德示威中被摧毀。

## 紀念物
阿拉巴馬的為紀念他而命名。，又稱寇提斯李大宅，座落於今阿靈頓國家公墓內，由負責維護，作為對其家族的紀念。
第二次世界大戰的一款美軍中型過渡坦克以李將軍命名為M3李戰車，英國又稱李將軍式坦克，作為對李將軍紀念。

## 外部連結
- R. E. Lee, the biography by Douglas Southall Freeman （页面存档备份，存于） (4 vols., complete online version)
- Robert E. Lee Historical Preservation Site （页面存档备份，存于）
- Lee Chapel at Washington and Lee University where Robert E. Lee is buried （页面存档备份，存于）
- Notice of Robert E. Lee's Assignment to Command of Confederate Forces on the Coast of South Carolina, Georgia and Florida, 1861 From the State Library & Archives of Florida.